# Desmogymnosiphon chimeicus
Desmogymnosiphon chimeicus là một loài thực vật có hoa trong họ Burmanniaceae. Loài này được Guinea mô tả khoa học đầu tiên năm 1946.